# Agó Páez Vilaró
Agó Páez (sinh ngày 10 tháng 12 năm 1954) là một nghệ sĩ với sản phẩm bằng nhựa người Uruguay. Công việc của cô tập trung vào mandalas và triết lý hỗ trợ họ.

## Đào tạo nghệ thuật
Năm 1976, Páez nhận được định hướng vẽ đầu tiên của mình từ maestro Vicente Martín. Năm tiếp theo, cô theo học hội họa tại Buenos Aires, trong xưởng của Miguel Dávila (artist). Năm 1989, cô bắt đầu nghiên cứu trong hội thảo của Clever Lara, và năm 1992, cô bắt đầu học vẽ với giáo sư Guillermo Fernández (plastic artist) và Martín Rodríguez. Cô đã tham gia một khóa học về màu trong xưởng của Guillermo Bush năm 1994, học mỹ thuật ở Argentina, Brazil và Uruguay, gốm sứ với Jaime Nowinsky vào năm 1986, chạm khắc gỗ với Javier Nievas, và nhà hát tại Trung tâm nghiên cứu sân khấu (CET) vào năm 1991, nơi cô trang trí sân khấu.

## Gia đình
Tên cuối cùng Páez Vilaró được công nhận trên toàn thế giới cho tác phẩm của cha cô Carlos, và bởi vì anh trai Carlos của cô là người sống sót sau thảm họa chuyến bay năm Andes năm 1972. Cô là cháu gái của một phụ nữ Argentina từ Rosario.
Cô đã đi trên con đường Camino de Santiago nhiều lần, cũng như Đường mòn Inca và đi bộ đến Nội địa của Uruguay bằng cách đi bộ.
Cùng với hai anh trai của mình, cô đã giúp cha mình xây dựng Casapueblo, đó sẽ là nhà của anh ta, với những đường lượn sóng, không có đường thẳng, bob thẳng đứng, hoặc cấp độ. Kiến trúc này ảnh hưởng đến mong muốn có một ngôi nhà với những đặc tính tương tự, mà cô đã thực hiện trong Octagon của mình, nằm trong hang động của Punta Ballena, nơi cô chuyển xưởng làm việc ở Carrasco. Đó là một công trình bùn, với một mái nhà Quincho (architecture) và một mái vòm kính. Nó đo 100   m 3, 3   m tường cao, hoàn toàn thủ công với sự cộng tác của bạn bè, nghệ sĩ, nhà điêu khắc, họa sĩ và thợ gốm. Ở đó cô ấy có một khu vườn sinh học. Cô phát triển giáo dục Waldorf cho trẻ em, hội thảo mandala, lớp học yoga, các cuộc họp khiêu vũ, chiêm tinh, điện ảnh và nuôi trồng thủy sản.